# Kanurennsport-Europameisterschaften 1961
Die Kanurennsport-Europameisterschaften 1961 fanden in Posen in Polen statt. Es waren die 6. Europameisterschaften, Ausrichter war der Internationale Kanuverband.

## Ergebnisse
Insgesamt wurden Wettbewerbe in 16 Kategorien ausgetragen, davon drei für Frauen.

### Herren

#### Kanadier
| Disziplin | Disziplin | Gold                                         | Leistung     | Silber                                            | Leistung     | Bronze                                   | Leistung     |
| --------- | --------- | -------------------------------------------- | ------------ | ------------------------------------------------- | ------------ | ---------------------------------------- | ------------ |
| C1        | 1.000 m   | Andrij Chimitsch                             | 4:36,00 min  | Ove Emanuelsson                                   | 4:37,40 min  | Witali Galkow                            | 4:38,50 min  |
| C1        | 10.000 m  | János Parti                                  | 53:14,00 min | Tibor Polakovič                                   | 53:23,60 min | Andrij Chimitsch                         | 54:37,50 min |
| C2        | 1.000 m   | RumänienLavrente Sidorov Alexe Iacovici      | 4:05,90 min  | SowjetunionAlexander Silajew Stepan Oschtschepkow | 4:06,60 min  | UngarnGábor Máthé Oszkár Faix            | 4:06,70 min  |
| C2        | 10.000 m  | SowjetunionLeanid Hejschtar Serhij Makarenko | 47:42,80 min | SowjetunionStepan Oschtschepkow Alexander Silajew | 48:24,30 min | RumänienMihai Somovschi Lavrente Calinov | 48:33,80 min |

#### Kajak
| Disziplin | Disziplin     | Gold                                                                                           | Leistung     | Silber                                                                        | Leistung     | Bronze                                                                                         | Leistung     |
| --------- | ------------- | ---------------------------------------------------------------------------------------------- | ------------ | ----------------------------------------------------------------------------- | ------------ | ---------------------------------------------------------------------------------------------- | ------------ |
| K1        | 500 Meter     | Aurel Vernescu                                                                                 | 1:49,10 min  | Erik Hansen                                                                   | 1:49,30 min  | Vasilie Nicoară                                                                                | 1:50,20 min  |
| K1        | 1.000 Meter   | Carl von Gerber                                                                                | 4:12,60 min  | Vasilie Nicoară                                                               | 4:13,50 min  | Erik Hansen                                                                                    | 4:14,80 min  |
| K1        | 10.000 Meter  | Fritz Briel                                                                                    | 46:03,30 min | Stig Andersson                                                                | 49:06,60 min | Antonius Geurts                                                                                | 46:09,70 min |
| K1        | 4 × 500 Meter | BR DeutschlandFritz Briel Paul Lange Heinz Büker Friedhelm Wentzke                             | 8:30,50 min  | UngarnLászló Fábián Imre Szöllősi György Mészáros Imre Kemecsey               | 8:39,50 min  | Deutsche Demokratische RepublikWolfgang Lange Dieter Krause Siegfried Roßberg Günter Perleberg | 8:40,30 min  |
| K2        | 500 Meter     | RumänienNicolai Artimov Andrei Conţolenco                                                      | 1:43,00 min  | PolenStefan Kapłaniak Władysław Zieliński                                     | 1:43,50 min  | UngarnGyörgy Mészáros András Szente                                                            | 1:45,20 min  |
| K2        | 1.000 Meter   | UngarnImre Szöllősi László Fábián                                                              | 3:42,10 min  | UngarnGyörgy Mészáros András Szente                                           | 3:44,20 min  | Deutsche Demokratische RepublikWolfgang Niedrig Günter Holzvoigt                               | 3:44,40 min  |
| K2        | 10.000 Meter  | UngarnImre Szöllősi László Fábián                                                              | 42:20,60 min | BR DeutschlandErich Suhrbier Siegfred Brzoska                                 | 42:47,50 min | SowjetunionIgor Pissarew Ibrahim Chasanov                                                      | 42:49,00 min |
| K4        | 1.000 Meter   | Deutsche Demokratische RepublikWolfgang Lange Dieter Krause Siegfried Roßberg Günter Perleberg | 3:15,20 min  | SowjetunionBoris Byrdin Volodar Zwiezdkin Anatoli Grischin Konstantin Nazarov | 3:17,10 min  | UngarnImre Kemecsey György Mészáros László Nagy András Szente                                  | 3:17,50 min  |
| K4        | 10.000 Meter  | UngarnJános Petroczy János Urányi Andras Sovan György Czink                                    | 38:29,80 min | SowjetunionBoris Byrdin Volodar Zwiezdkin Anatoli Grischin Konstantin Nazarov | 38:41,90 min | BR DeutschlandHeinz Ackers Peter Ackers Georg Lietz Hubert Birgel                              | 38:42,30 min |

### Frauen

#### Kajak
| Disziplin | Disziplin | Gold                                                                                   | Leistung    | Silber                                                               | Leistung    | Bronze                                                          | Leistung    |
| --------- | --------- | -------------------------------------------------------------------------------------- | ----------- | -------------------------------------------------------------------- | ----------- | --------------------------------------------------------------- | ----------- |
| K1        | 500 Meter | Antonina Seredina                                                                      | 2:09,40 min | Nina Grusinzewa                                                      | 2:11,00 min | Else-Maria Lindmark                                             | 2:12,20 min |
| K2        | 500 Meter | SowjetunionLjudmila Chvedosiuk Nina Grusinzewa                                         | 1:57,70 min | SowjetunionLubov Sinitchkina Antonina Seredina                       | 1:58,60 min | UngarnKlára Fried-Bánfalvi Vilma Egresi                         | 2:04,20 min |
| K4        | 500 Meter | SowjetunionLjudmila Chvedosiuk Antonina Seredina Nina Grusinzewa Nadeschda Lewtschenko | 1:44,30 min | SowjetunionLubov Sinitchkina Grigorieva Peterson Larisa Klimatchkova | 1:47,50 min | UngarnKlára Fried-Bánfalvi Sára Bella Anikó Balogh Vilma Egresi | 1:51,10 min |

## Medaillenspiegel
| Platz  | Land                            | Gold | Silber | Bronze | Gesamt |
| ------ | ------------------------------- | ---- | ------ | ------ | ------ |
| 1      | Sowjetunion                     | 5    | 7      | 3      | 15     |
| 2      | Ungarn                          | 4    | 2      | 5      | 11     |
| 3      | Rumänien                        | 3    | 1      | 2      | 8      |
| 4      | BR Deutschland                  | 2    | 1      | 1      | 4      |
| 5      | Schweden                        | 1    | 2      | 1      | 4      |
| 6      | Deutsche Demokratische Republik | 1    | 0      | 2      | 3      |
| 7      | Dänemark                        | 0    | 1      | 1      | 2      |
| 8      | Tschechoslowakei                | 0    | 1      | 0      | 1      |
| 8      | Polen                           | 0    | 1      | 0      | 1      |
| 10     | Niederlande                     | 0    | 0      | 1      | 1      |
| Gesamt |                                 | 16   | 16     | 16     | 48     |